# فتح شنترين (1111)
فتح شنترين هو حدث وقع في إطار حملة أطلقها المرابطون حملة لاسترداد أراضي غرب الأندلس التي سلمها حاكم بطليوس للبرتغال.

## خلفية تاريخية
بعد معركة الزلاقة ، في عام 1093، بدأ المرابطون في القضاء على ملوك الطوائف في الأندلس، حيث كانت طائفة بطليوس تحافظ على موقف متوازن بين ألفونسو السادس ملك ليون وقشتالة والمرابطين، كحاكم لبطليوس، كان خائفًا من المرابطين الذين كانوا على وشك الإطاحة بهم، فتحالف مع ألفونسو، ومقابل حماية الملك، أعطاه مدن شنترة ولشبونة وشنترين ، لكن هذا لم يحفظ له عرشه. إذ غزا المرابطون بطليوس وأعدموه وابنه، واستعادوا لشبونة وشنترة. 

## الفتح
في عام 1111، سار المرابطون بقيادة الجنرال سير بن أبي بكر ، حاكم إشبيلية ، ضد أراضي هنري كونت البرتغال وعاصمته قلمرية . فسار سير بن أبي بكر إلى يابرة وافتتحها، ثم سار إلى لشبونة وشنترة وافتتحها كذلك.  [a] انتقل سير بعد ذلك إلى شنترين فحاصرها وكانت مدينة شديدة التحصين. وبعد محاولات متكررة لاقتحام أسوارها، نجح المرابطون في فتحها، وقُتل بعض أفراد حاميتها. واستسلم الباقون ووقعوا بالأسر في 25 أو 26 مايو. ولكن حسب الوزير المرابطي أبي محمد عبد المجيد بن عبدون، استولى المرابطون على المدينة بسبب ثورة أهلها نصرة للمرابطين.  
بعد الاستيلاء على المرابطين، أغاروا على قلمرية وضواحيها. ولم تكن قوات الكونت هنري قادرة على صد المرابطين المهاجمين.